# Paravatumb
Paravatumb (armeniska: Parravat’umb, azerbajdzjanska: Qarıtəpə, armeniska: Պառավաթումբ, ryska: Параватумб) är en ort i Azerbajdzjan.   Den ligger i distriktet Xocavənd Rayonu, i den centrala delen av landet, 260 km väster om huvudstaden Baku. Paravatumb ligger 867 meter över havet och antalet invånare är 171.
Terrängen runt Paravatumb är kuperad. Runt Paravatumb är det ganska glesbefolkat, med 42 invånare per kvadratkilometer.. Närmaste större samhälle är Müşkapat, 5,5 km sydost om Paravatumb. 
Trakten runt Paravatumb består till största delen av jordbruksmark.